# Nomura Holdings
Nomura Holdings (TSE : 8604 SGX : N33 NYSE : NMR) (野村ホールディングス株式会社) est une holding financière japonaise. Elle fait partie des constituants du TOPIX 100.

## Historique
L'histoire de Nomura commence le 25 décembre 1925, lorsque la société Nomura Securities Co. (NSC) est créée à Osaka, en tant que spin-off du département titres d'Osaka Nomura Bank Co, Ltd (aujourd'hui Resona Bank). NSC s'est d'abord concentrée sur le marché obligataire. Elle tire son nom de son fondateur Tokushichi Nomura II, un riche magnat japonais du courtage boursier. C'est lui qui avait précédemment créé la banque Osaka Nomura en 1918.
Le 4 décembre 2008, Nomura annonce une réduction d'effectif de mille emplois à Londres, sur un total de 4 500, en raison de difficultés dans la reprise des activités de l'ex-banque d'affaires américaine Lehman Brothers en Europe,,. Nomura s'était engagé à reprendre plus de 8 000 ex-employés de Lehman Brothers en Asie-Pacifique, en Europe et au Moyen-Orient, ainsi qu'au centre de soutien mondial basé à Bombay.
Le 20 mars 2019, le groupe bancaire annonce la création du prix Nomura, qui devient le prix le plus richement doté dans le domaine de l'art contemporain. D'un montant d'un million de dollars, il est destiné à récompenser « un artiste ayant produit un ensemble de travaux d’une importance culturelle majeure ». Décerné dans le dernier trimestre de l'année, en octobre, il sera précédé de deux Emerging Artist Award, de 100 000 dollars chacun, pour des artistes en début de carrière, et dont les bénéficiaires seront annoncés en mai à Kyoto.
Le 26 mars 2021, La banque japonaise Nomura a annoncé qu’elle risquait de perdre 2 milliards de dollars dans l’affaire Archegos. La débâcle d'Archegos a entraîné une liquidation spectaculaire de plus de 30 milliards de dollars à New York. Nomura figure parmi les principaux clients d'Archegos aux côtés de Goldman Sachs, Morgan Stanley, Deutsche Bank, Wells Fargo et Crédit suisse.
En mai 2021, la banque japonaise écope d'une amende de 129,5 millions d'euros pour avoir faussé la concurrence sur le marché obligataire.

### Éthique
En septembre 2011, il a été annoncé que Trent Martin a été embauché en tant que vice-président des ventes. En décembre 2012, Martin a fait face à une demande d'extradition à Hong Kong des États-Unis pour délit d'initié présumé, fraude en valeurs mobilières et complot en vue de commettre une fraude en valeurs mobilières. La demande d'extradition n'a pas été contestée.